# Kevin Duckworth
Kevin Jerome Duckworth (* 1. April 1964 in Harvey, Illinois; † 25. August 2008 in Gleneden Beach, Oregon) war ein US-amerikanischer Basketballspieler. 

## Karriere
Duckworth wurde im NBA-Draft 1986 in der zweiten Draftrunde von den San Antonio Spurs ausgewählt. Er wurde jedoch noch in seinem ersten Profijahr zu den Portland Trail Blazers transferiert. In Portland traf er auf einen talentierten Kader um Clyde Drexler, Jerome Kersey und Terry Porter. Bei den Blazers wurde er im zweiten Jahr, aufgrund zahlreicher Verletzungen der nominellen Starter Sam Bowie und Steve Johnson, Starter und verbesserte seinen Punkteschnitt von 5,4 auf 15,8. Er wurde zum Meistverbesserten Spieler der Saison 1987/88 ausgezeichnet. 
Mit Portland erreichte er die Playoffs, wo er in 4 Erstrundenspielen 21,0 Punkte und 11,0 Rebounds erzielte. 1989 erhielt Duckworth seine erste All-Star-Nominierung und spielte mit 18,1 Punkte und 8,0 Rebounds seine individuell beste Saison. 1991 folgte seine zweite All-Star Nominierung. In den Jahren 1990 und 1992 erreichte er mit den Blazers jeweils das NBA-Finale. Dort unterlagen sie jedoch den Detroit Pistons und später den Chicago Bulls.
Aufgrund nachlassender Leistungen wurde Duckworth nach der Saison 1992–1993, für Harvey Grant, zu den Washington Bullets transferiert. Duckworth hatte vermehrt mit Gewichtsproblemen zu kämpfen und war nur selten in Form. Bei den Bullets und später bei den Milwaukee Bucks und Los Angeles Clippers war er nur noch Rollen- und Ergänzungsspieler. Nach der Saison 1996–97 verkündete er im Alter von 32 Jahren seinen Rücktritt.
Nach seiner Karriere betrieb Duckworth, gemeinsam mit Ex-NBA Spieler Kermit Washington, ein Café in Vancouver. Später siedelte er nach Oregon um, wo er als Repräsentant der Portland Trail Blazers arbeitete.
Duckworth verstarb am 25. August 2008, im Alter von 44 Jahren, an Herzinsuffizienz. Er kollabierte in seinem Hotelzimmer und konnte, trotz Reanimierungsversuchen, nicht mehr wiederbelebt werden.

## Auszeichnungen
- 2× NBA All-Star: 1989, 1991
- NBA Most Improved Player Award 1988